# Brown Chamberlin
Pour l’article homonyme, voir Chamberlain.
Brown Chamberlin (26 mars 1827-13 juillet 1897) est un marchand et homme politique fédéral du Québec.

## Biographie
Né à Frelighsburg dans le Bas-Canada, il étudie à l'Université McGill. Nommé au Barreau en 1850, il travailla également comme journaliste au Montreal Gazette de 1853 à 1867. Il fut également fournisseur de papier de Richard et Thomas White. De 1866 à 1871, il fut participant au Raids féniens d'Eccles Hill et colonel du 60e Bataillon d'infanterie de Missisquoi lui permettant d'être fait compagnon de l'Ordre de Saint-Michel et Saint-George.
Élu député du Parti conservateur dans la circonscription de Missisquoi en 1867, il démissionna en 1870 pour devenir imprimeur de la Reine à Ottawa. Il est mort à Lakefield en Ontario en 1897 à l'âge de 70 ans.

## Archives
Il y a un fonds Brown Chamberlin (R3030) à Bibliothèque et Archives Canada. Le fonds est en anglais.